# Copa das Confederações FIFA de 2017 – Grupo B
O grupo B da Copa das Confederações FIFA de 2017, décima edição desta competição organizada quadrienalmente pela Federação Internacional de Futebol (FIFA), reuniu as seleções de Camarões, Chile, Austrália e Alemanha. Os jogos deste grupo foram realizados em quatro cidades russas. Os componentes deste grupo foram definidos por sorteio realizado em 26 de novembro de 2016 na Tennis Academy em Cazã.

## Equipes
| #  | Time      | Aparições | Melhor resultado    |
| -- | --------- | --------- | ------------------- |
| A1 | Camarões  | 3ª        | Vice-campeão (2003) |
| A2 | Chile     | 1ª        | Estreante           |
| A3 | Austrália | 4ª        | Vice-campeão (1997) |
| A4 | Alemanha  | 3ª        | 3º lugar (2005)     |

## Estádios
Os jogos do grupo B serão disputados nos estádios localizados nas cidades de Cazã, Moscou, São Petersburgo e Sóchi.
| Estádio Krestovsky | Arena Otkrytie            |
| Capacidade: 66 881 | Capacidade: 44 829        |
|                    |                           |
| B3                 | B1 e B6                   |
| Cazã               | Sóchi                     |
| Arena Kazan        | Estádio Olímpico de Fisht |
| Capacidade: 45 015 | Capacidade: 47 659        |
|                    |                           |
| B4                 | B2 e B5                   |

## Classificação
| Pos. | Seleção   | Pts | J | V | E | D | GP | GC | SG |
| ---- | --------- | --- | - | - | - | - | -- | -- | -- |
| 1    | Alemanha  | 7   | 3 | 2 | 1 | 0 | 7  | 4  | +3 |
| 2    | Chile     | 5   | 3 | 1 | 2 | 0 | 4  | 2  | +2 |
| 3    | Austrália | 2   | 3 | 0 | 2 | 1 | 4  | 5  | –1 |
| 4    | Camarões  | 1   | 3 | 0 | 1 | 2 | 2  | 6  | –4 |

## Jogos

### Primeira rodada

#### Camarões vs Chile
Neste século, foi a primeira vez que as seleções de Camarões e Chile se enfrentaram.
| 18 de junho | Camarões | 0 – 2     | Chile                    | Arena Otkrytie, Moscou                     |
| 21:00       |          | Relatório | Vidal 81' · Vargas 90+1' | Público: 33 492 Árbitro: SVN Damir Skomina |

| Cores do Time · Cores do Time · Cores do Time · Cores do Time · Cores do Time | Camarões | Chile | Cores do Time · Cores do Time · Cores do Time · Cores do Time · Cores do Time |

| CAMARÕES:      |    |                            |  |     |
|                |    |                            |  |     |
| G              | 1  | Fabrice Ondoa              |  |     |
| LD             | 2  | Ernest Mabouka             |  |     |
| Z              | 5  | Michael Ngadeu-Ngadjui     |  |     |
| Z              | 4  | Adolphe Teikeu             |  |     |
| LE             | 19 | Collins Fai                |  |     |
| M              | 15 | Sébastien Siani            |  | 86' |
| M              | 3  | André-Frank Zambo Anguissa |  | 89' |
| M              | 17 | Arnaud Djoum               |  |     |
| A              | 13 | Christian Bassogog         |  |     |
| A              | 10 | Vincent Aboubakar          |  |     |
| A              | 8  | Benjamin Moukandjo         |  |     |
| Substituições: |    |                            |  |     |
| A              | 7  | Moumi Ngamaleu             |  | 86' |
| M              | 14 | Georges Mandjeck           |  | 89' |
| Técnico:       |    |                            |  |     |
| Hugo Broos     |    |                            |  |     |

| CHILE:             |    |                       |     |     |
|                    |    |                       |     |     |
| G                  | 23 | Johnny Herrera        |     |     |
| LD                 | 4  | Mauricio Isla         |     |     |
| Z                  | 17 | Gary Medel            |     |     |
| Z                  | 18 | Gonzalo Jara          | 66' |     |
| LE                 | 15 | Jean Beausejour       |     |     |
| M                  | 8  | Arturo Vidal          |     |     |
| M                  | 21 | Marcelo Díaz          |     |     |
| M                  | 20 | Charles Aránguiz      |     | 71' |
| A                  | 6  | José Pedro Fuenzalida |     | 64' |
| A                  | 11 | Eduardo Vargas        |     |     |
| A                  | 22 | Edson Puch            |     | 58' |
| Substituições:     |    |                       |     |     |
| A                  | 7  | Alexis Sánchez        |     | 58' |
| A                  | 19 | Leonardo Valencia     |     | 64' |
| M                  | 5  | Francisco Silva       |     | 71' |
| Técnico:           |    |                       |     |     |
| Juan Antonio Pizzi |    |                       |     |     |

| Melhor em campo: Arturo Vidal Bandeirinhas: SVN Jure Praprotnik SVN Robert Vukan Quarto árbitro: SRB Milorad Mažić Árbitros de vídeo: FRA Clément Turpin SEN Malang Diedhiou SRB Milovan Ristic |

| Estatísticas           | Estatísticas | Estatísticas |
|                        | Camarões     | Chile        |
| ---------------------- | ------------ | ------------ |
| Posse de bola          | 38%          | 62%          |
| Finalizações           | 8            | 16           |
| Faltas cometidas       | 11           | 8            |
| Cartões amarelos       | 0            | 1            |
| Cartões vermelhos      | 0            | 0            |
| Chutes a gol acertados | 1            | 4            |
| Chutes a gol errados   | 5            | 9            |
| Chutes livres          | 13           | 12           |
| Defesas                | 3            | 1            |

#### Austrália vs Alemanha
Neste século, as seleções de Austrália e Alemanha enfrentaram-se quatro vezes, tendo uma vitória australiana (29 de março de 2011, por um placar de 2–1, em jogo amistoso), um empate (25 de março de 2015, por um placar de 2–2, em jogo amistoso) e duas vitórias alemãs (15 de junho de 2005, por um placar de 4–3, em jogo válido pela Copa das Confederações FIFA de 2005; 13 de junho de 2010, por um placar de 4–0, em jogo válido pela Copa do Mundo FIFA de 2010).
| 19 de junho | Austrália             | 2 – 3     | Alemanha                                     | Estádio Olímpico de Fisht, Sóchi         |
| 18:00       | Rogic 41' · Juric 56' | Relatório | Stindl 5' · Draxler 44' (pen) · Goretzka 48' | Público: 28 605 Árbitro: USA Mark Geiger |

| Cores do Time · Cores do Time · Cores do Time · Cores do Time · Cores do Time | Austrália | Alemanha | Cores do Time · Cores do Time · Cores do Time · Cores do Time · Cores do Time |

| AUSTRÁLIA:       |    |                 |     |     |
|                  |    |                 |     |     |
| G                | 1  | Mathew Ryan     |     |     |
| Z                | 8  | Bailey Wright   |     |     |
| Z                | 20 | Trent Sainsbury | 64' |     |
| Z                | 2  | Milos Degenek   |     |     |
| M                | 5  | Mark Milligan   |     |     |
| M                | 13 | Aaron Mooy      |     |     |
| M                | 7  | Mathew Leckie   |     |     |
| M                | 16 | Aziz Behich     |     |     |
| A                | 21 | Massimo Luongo  |     | 46' |
| A                | 9  | Tomi Juric      |     | 86' |
| A                | 23 | Tom Rogic       |     | 71' |
| Substituições:   |    |                 |     |     |
| A                | 10 | Robbie Kruse    |     | 46' |
| A                | 14 | James Troisi    |     | 71' |
| A                | 4  | Tim Cahill      |     | 86' |
| Técnico:         |    |                 |     |     |
| Ange Postecoglou |    |                 |     |     |

| ALEMANHA:      |    |                  |     |     |
|                |    |                  |     |     |
| G              | 12 | Bernd Leno       |     |     |
| Z              | 18 | Joshua Kimmich   |     |     |
| Z              | 16 | Antonio Rüdiger  |     |     |
| Z              | 2  | Shkodran Mustafi |     |     |
| Z              | 3  | Jonas Hector     |     |     |
| M              | 21 | Sebastian Rudy   |     |     |
| M              | 20 | Julian Brandt    |     | 63' |
| M              | 13 | Lars Stindl      |     | 78' |
| M              | 8  | Leon Goretzka    | 55' |     |
| M              | 7  | Julian Draxler   |     |     |
| A              | 9  | Sandro Wagner    |     | 57' |
| Substituições: |    |                  |     |     |
| A              | 11 | Timo Werner      |     | 57' |
| Z              | 17 | Niklas Süle      |     | 63' |
| M              | 14 | Emre Can         |     | 78' |
| Técnico:       |    |                  |     |     |
| Joachim Löw    |    |                  |     |     |

| Melhor em campo: Julian Draxler Bandeirinhas: CAN Joe Fletcher USA Charles Morgante Quarto árbitro: COL Wilmar Roldán Árbitros de vídeo: UZB Ravshan Irmatov POR Artur Soares Dias COL Alexander Guzman |

### Segunda rodada

#### Camarões vs Austrália
Neste século, foi a primeira vez que as seleções de Camarões e Austrália se enfrentaram.
| 22 de junho | Camarões       | 1 – 1     | Austrália          | Estádio Krestovsky, São Petersburgo        |
| 18:00       | Anguissa 45+1' | Relatório | Milligan 60' (pen) | Público: 35 021 Árbitro: SRB Milorad Mažić |

| Cores do Time · Cores do Time · Cores do Time · Cores do Time · Cores do Time | Camarões | Austrália | Cores do Time · Cores do Time · Cores do Time · Cores do Time · Cores do Time |

| CAMARÕES:      |    |                            |       |     |
|                |    |                            |       |     |
| G              | 1  | Fabrice Ondoa              |       |     |
| Z              | 2  | Ernest Mabouka             | 90+1' |     |
| Z              | 5  | Michael Ngadeu-Ngadjui     |       |     |
| Z              | 4  | Adolphe Teikeu             |       |     |
| Z              | 19 | Collins Fai                |       |     |
| M              | 15 | Sébastien Siani            | 87'   |     |
| M              | 3  | André-Frank Zambo Anguissa |       |     |
| M              | 17 | Arnaud Djoum               |       |     |
| A              | 13 | Christian Bassogog         |       |     |
| A              | 10 | Vincent Aboubakar          |       |     |
| A              | 8  | Benjamin Moukandjo         |       | 77' |
| Substituições: |    |                            |       |     |
| A              | 20 | Karl Toko Ekambi           |       | 77' |
| Técnico:       |    |                            |       |     |
| Hugo Broos     |    |                            |       |     |

| AUSTRÁLIA:       |    |                 |     |     |
|                  |    |                 |     |     |
| G                | 1  | Mathew Ryan     |     |     |
| Z                | 8  | Bailey Wright   | 81' |     |
| Z                | 20 | Trent Sainsbury |     |     |
| Z                | 2  | Milos Degenek   |     |     |
| M                | 7  | Mathew Leckie   |     |     |
| M                | 13 | Aaron Mooy      |     |     |
| M                | 5  | Mark Milligan   |     |     |
| M                | 3  | Alex Gersbach   |     |     |
| A                | 23 | Tom Rogic       |     | 79' |
| A                | 10 | Robbie Kruse    |     | 65' |
| A                | 9  | Tomi Juric      |     | 70' |
| Substituições:   |    |                 |     |     |
| A                | 14 | James Troisi    |     | 65' |
| A                | 4  | Tim Cahill      |     | 70' |
| A                | 22 | Jackson Irvine  |     | 79' |
| Técnico:         |    |                 |     |     |
| Ange Postecoglou |    |                 |     |     |

| Melhor em campo: André-Frank Zambo Anguissa Bandeirinhas: SRB Milovan Ristic SRB Dalibor Djurdjevic Quarto árbitro: ARG Néstor Pitana Árbitros de vídeo: USA Jair Marrufo PAR Enrique Cáceres ARG Hernan Maidana |

#### Chile vs Alemanha
Neste século, as seleções de Chile e Alemanha enfrentaram-se uma vez, tendo nenhuma vitória chilena, nenhum empate e uma vitória alemã (25 de março de 2014, por um placar de 1–0, em jogo amistoso).
| 22 de junho | Alemanha   | 1 – 1     | Chile      | Arena Kazan, Cazã                            |
| 21:00       | Stindl 41' | Relatório | Sánchez 6' | Público: 38 222 Árbitro: IRN Alireza Faghani |

| Cores do Time · Cores do Time · Cores do Time · Cores do Time · Cores do Time | Alemanha | Chile | Cores do Time · Cores do Time · Cores do Time · Cores do Time · Cores do Time |

| · : |

| · : |

| Melhor em campo: Alexis Sánchez Bandeirinhas: IRN Reza Sokhandan IRN Mohammadreza Mansouri Quarto árbitro: USA Mark Geiger Árbitros de vídeo: POR Artur Soares Dias UZB Ravshan Irmatov CAN Joe Fletcher |

### Terceira rodada

#### Alemanha vs Camarões
Neste século, as seleções de Alemanha e Camarões enfrentaram-se três vezes, tendo duas vitórias alemãs (11 de junho de 2002, por um placar de 2–0, em jogo válido pela Copa do Mundo FIFA de 2002; 17 de novembro de 2004, por um placar de 3–0, em jogo amistoso), um empate (1 de junho de 2014, por um placar de 2–2, em jogo amistoso) e nenhuma vitória camaronesa.
| 25 de junho | Alemanha                       | 3 – 1     | Camarões      | Estádio Olímpico de Fisht, Sóchi           |
| 18:00       | Demirbay 48' · Werner 66', 81' | Relatório | Aboubakar 78' | Público: 30 230 Árbitro: COL Wilmar Roldán |

| Cores do Time · Cores do Time · Cores do Time · Cores do Time · Cores do Time | Alemanha | Camarões | Cores do Time · Cores do Time · Cores do Time · Cores do Time · Cores do Time |

| Melhor em campo: Timo Werner Bandeirinhas: COL Alexander Guzman COL Cristian de La Cruz Quarto árbitro: ARG Néstor Pitana Árbitros de vídeo: POR Artur Soares Dias PAR Enrique Cáceres ARG Hernan Maidana |

#### Chile vs Austrália
Neste século, as seleções de Chile e Austrália enfrentaram-se uma vez, tendo uma vitória chilena (13 de junho de 2014, por um placar de 3–1, em jogo válido pela Copa do Mundo FIFA de 2014), nenhum empate e nenhuma vitória australiana.
| 25 de junho | Chile         | 1 – 1     | Austrália  | Arena Otkrytie, Moscou                       |
| 18:00       | Rodríguez 67' | Relatório | Troisi 42' | Público: 33 639 Árbitro: ITA Gianluca Rocchi |

| Cores do Time · Cores do Time · Cores do Time · Cores do Time · Cores do Time | Chile | Austrália | Cores do Time · Cores do Time · Cores do Time · Cores do Time · Cores do Time |

| Melhor em campo: James Troisi Bandeirinhas: ITA Elenito Di Liberatore ITA Mauro Tonolini Quarto árbitro: SRB Milorad Mažić Árbitros de vídeo: ROU Ovidiu Hațegan FRA Clément Turpin SRB Milovan Ristic |